# Alfred Nakache
Alfred Nakache, zis Artem (n. 18 noiembrie 1915, Constantina, Franța – d. 4 august 1983, Cerbère, Languedoc-Roussillon, Franța), a fost un înotător francez de etnie evreiască. A deținut 13 titluri de campion al Franței, un titlu de vicecampion european și două recorduri mondiale (unul individual și unul cu echipa în ștafetă). În timpul ocupației Franței de către Germania nazistă, a fost deportat în lagărul de concentrare Auschwitz împreună cu soția și fetița lui. Ele au fost omorâte, dar el a supraviețuit și s-a refăcut ca înotător de performanță.

## Biografia

### Până în 1940
Alfred Nakache a fost cel mai mic dintre cei unsprezece copii ai unei familii evreiești sefarde tradiționaliste din Constantina, Algeria, pe atunci teritoriu aparținând Franței. A început să înoate pe la vârsta de 10 ani, deși îi era frică de apă, dar a reuși să o învingă. În 1931, a cucerit Cupa de Crăciun la Constantina, devenind astfel membru al clubului Jeunesse Nautique Constantinoise (Tineretul Nautic din Constantina), unde va rămâne până în 1934. A început să ia parte la competiții locale. La început nu a fost destul de atent la respectarea regulilor. La un campionat al Africii de Nord a fost descalificat pentru ieșirea din culoarul lui. A făcut progrese rapide și în 1933, a început să participe la campionate ale Franței. S-a mutat la Paris.
La campionatul Franței din 1934 a terminat pe locul doi la 100 m stil liber și a fost selecționat în echipa națională pentru o competiție de juniori cu echipa Țărilor de Jos. Nu a putut participa la campionatul Europei care a urmat, căci pentru aceasta ar fi trebuit sau să fie născut în metropolă, sau să fie membru al unui club de acolo. A luat parte totuși la Turul Franței nautic. În același an, a devenit membru al Racing Club de France și s-a înscris la Liceul „Janson de Sailly” din Paris.
Cariera lui a pornit cu adevărat în 1935, la campionatul Franței, când a câștigat medalia de aur la 100 m stil liber. În același an, a participat și la Macabiada⁠(d) („olimpiada” sportivilor evrei) din Tel Aviv, cucerind medalia de argint la 100 m liber. Începea să devină popular, dar apăreau deja și atacuri împotriva lui, în revista antisemită Gringoire.
A participat la competițiile pregătitoare pentru Jocurile Olimpice de vară din 1936, de la Berlin. Acolo, echipa din care a făcut parte a ieși pe locul 4, înaintea echipei germane, la proba de ștafetă 4 × 200 m liber.
A părăsit Racing Club de France în 1937, pare-se din cauza unor jigniri antisemite, și a trecut la Clubul Nautic Parizian, unde va fi membru până în 1938. Tot în 1937 și-a făcut serviciul militar la baza aeriană 117 Paris și s-a căsătorit cu Paule Elbaze, de asemenea evreică și înotătoare. Amândoi au urmat Școala Normală de Educație Fizică timp de doi ani, pe care o vor absolvi în 1939.
În 1938, echipa lui a câstigat medalia de argint la campionatul Europei, la 4 × 200 m liber.
După ce a început, în septembrie 1939, așa-zisul „război ciudat”, Nakache a fost mobilizat în Algeria și a rămas în armată până la înfrângerea Franței și armistițiul de la 22 iunie 1940. Din fericire, a scăpat de prizonierat și a fost demobilizat.

### În timpul ocupației germane
Lui Nakache și soției sale, ca și tuturor evreilor algerieni, guvernul de la Vichy le-a retras cetățenia franceză. Soții s-au mutat în zona deocamdată așa-zis „liberă” a Franței, la Toulouse. Înotătorul a devenit membru al Dauphins du TOEC (Delfinii TOEC), secția de natație a Clubului Olimpic al Angajaților din Toulouse, avându-l ca antrenor pe Alban Minville⁠(d). În 1941, i s-a născut o fetiță, Annie. 
Deși erau în vigoare legi antisemite, lui Nakache i se dădea încă voie să ia parte la competiții. În anii 1940-1943, a câștigat mai multe titluri de campion al Franței și chiar a bătut recordul mondial la 200 m bras, în 1941.
În ciuda performanțelor sale, Nakache a devenit din ce în ce mai mult ținta atacurilor antisemite ale presei colaboraționiste. Până la urmă nu i s-a mai permis să participe la campionatul Franței din 1943. O parte din membrii TOEC și chiar un rival al său din Lyon s-au solidarizat cu el și au boicotat campionatul. De asemenea, soților le era interzis să lucreze în învățământ. Au putut doar să deschidă o sală de sport a lor. Nakache s-a apropiat de unele organizații de rezistență evreiești, precum Armata Evreiască, o organizație sionistă, contribuind în special la pregătirea fizică a membrilor ei, în sala lor de sport.
În acea perioadă, toată Franța era deja ocupată de trupele germane. Nakache a fost arestat de Gestapo la 20 noiembrie 1943, pe baza unui denunț, apoi dus în lagărul de tranzit de la Drancy. De aici, a fost deportat împreună cu soția și fetița lor la Auschwitz, la 20 ianuarie 1944. La sosirea lor acolo în 23 ianuarie, a fost imediat despărțit de acestea pentru totdeauna.

#### La Auschwitz
Nakache a ajuns în lagărul Auschwitz III-Monowitz din complexul de lagăre. Având o oarecare celebritate, a fost recunoscut de un ofițer SS care l-a favorizat, și sportivul cu numărul de deținut 172763 a fost folosit la lucru în infirmerie. Aceasta, împreună cu fizicul lui excepțional, i-a salvat viața. I-a ajutat pe cât era posibil și pe bolnavi, deturnând alimente pentru ei. Nu a scăpat nici el de maltratările și umilințele la care erau supuși deținuții. De pildă, o dată l-au obligat să sară în bazinul de apă prevăzut pentru incendii și să scoată ținând între dinți un pumnal aruncat acolo. Ca o formă de nesupunere, el și câțiva camarazi au înotat de câteva ori în bazin cu riscul vieții dacă erau văzuți de SS-iști.
Când, în ianuarie 1945, Armata Roșie s-a apropiat de Auschwitz, majoritatea deținuților au fost evacuați prin ceea ce s-a numit mai târziu „marșuri al morții”. Nakache le-a supraviețuit, spre deosebire de foarte mulți deținuți, și a ajuns în lagărul de concentrare Buchenwald. Acesta a fost eliberat de trupe americane la 11 aprilie. Nakache a rămas acolo pentru scurtă vreme, conducând un spital de campanie pentru foștii deținuți foarte slăbiți.

### După eliberare
În Franța eliberată au apărut în presă știri despre moartea lui Nakache. La Toulouse, primăria a dat numele lui unui bazin acoperit, în semn de omagiu pentru el ca martir.
Nakache s-a întors în țară și la 28 aprilie 1945 se găsea într-un spital din Paris. Într-un interviu, a mărturisit că avea 61 de kilograme din cele 85 dinainte de deportare și că a supraviețuit numai datorită puterii voinței. Știa că copiii cu mamele lor erau imediat uciși după sosirea la Auschwitz, dar neștiind nimic precis despre soarta soției și a fetiței sale, mai avea o slabă speranță.
Nakache s-a întors la Toulouse și a devenit profesor de educație fizică la Facultatea de Drept a universității. Și-a recuperat forma fizică în câteva săptămâni și a reînceput să se antreneze. În 1946, echipa din care făcea parte a bătut recordul mondial la proba de ștafetă de 3 × 100 m 3 stiluri. A fost selecționat pentru participarea la Jocurile Olimpice de vară din 1948 de la Londra, unde a ajuns în sferturile de finală ale probei de 200 m fluture. A jucat acolo și în echipa de polo pe apă a Franței.
S-a căsătorit în 1948 cu Marie Lopez, originară din Sète, după ce i se confirmase în 1946 moartea soției și a fetiței sale. Au continuat să trăiască la Toulouse. Cariera lui de înotător s-a terminat în anii 1950. A continuat să lucreze ca profesor și ca antrenor, printre alții al lui Jean Boiteux, care a fost campion olimpic la Helsinki, în 1952.
Un eveniment care a atras din nou atenția presei asupra lui, a avut loc în 1954, când Nakache a salvat viața unei automobiliste a cărei mașină căzuse în canalul din Sète.
Între 1961 și 1965, a fost președintele Delfinilor TOEC. A lucrat și pe insula Réunion ca antrenor și organizator al structurilor pentru practicarea natației.

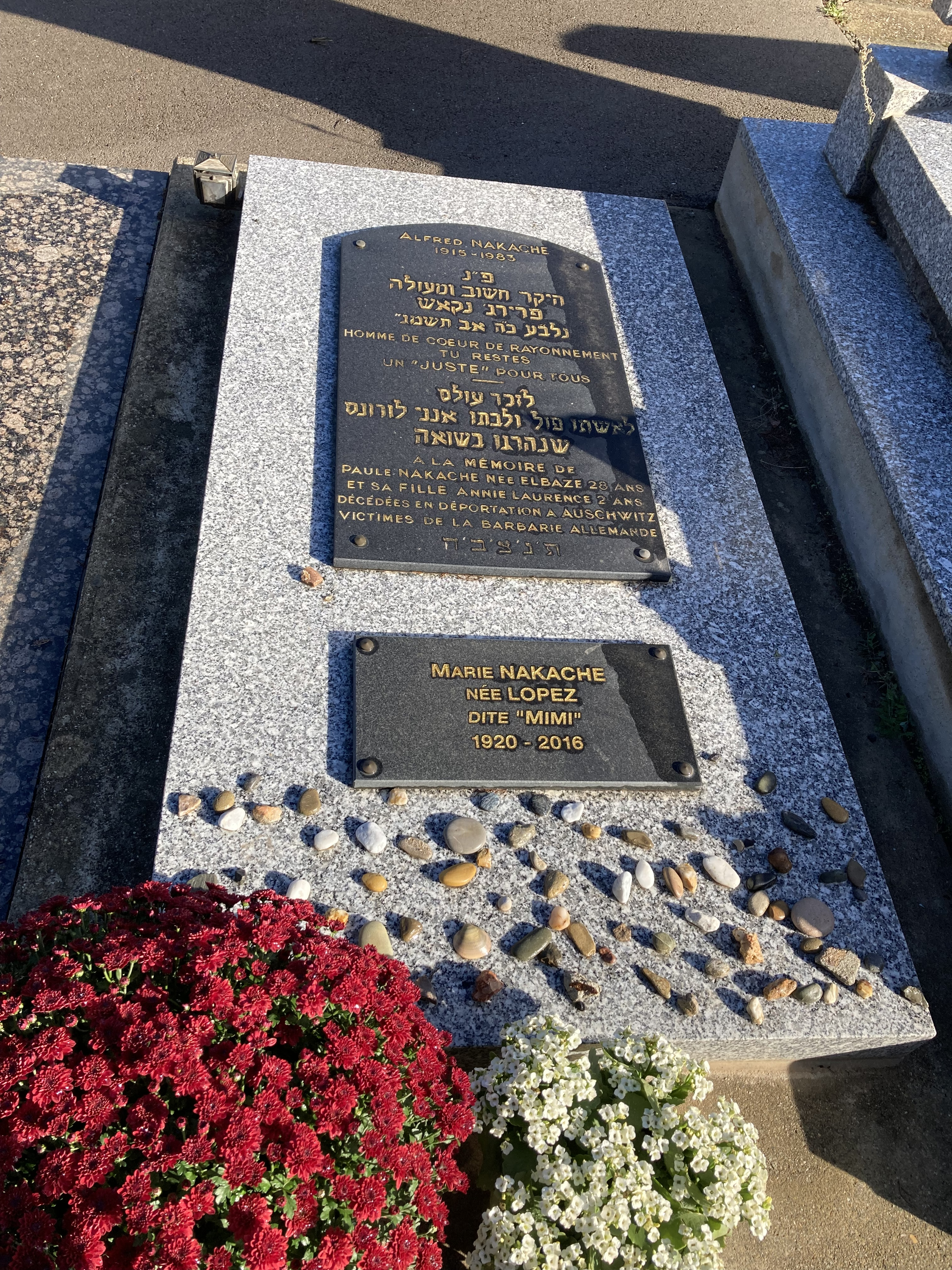
Mormântul lui Alfred Nakache.

După pensionare, soții s-au retras în sudul Franței, la Cerbère. Nakache înota zilnic câte un kilometru în portul din localitate. La 4 august 1983, la vârsta de 67 de ani, a avut o criză cardiacă în timp ce înota. Niște tineri l-au ridicat în barca lor și l-au scos pe chei. S-a încercat reanimarea lui, dar fără succes. A fost înmormântat la cimiturul Le Py din Sète. Pe piatra de mormânt sunt înscrise și prenumele soției și fiicei sale.

## Palmares
Conform ISHF (International Swimming Hall of Fame), Alfred Nakache are următorul palmares:
- 1931 – titlul de campion al Africii de Nord la 100 m liber;
- 1935 – medalia de argint la 100 m liber, la Macabiada din Tel Aviv;
- 1935-1952 – 13 titluri de campion al Franței, din care 9 consecutive, la 100 m liber, 200 m liber, 400 m liber și 4 × 200 m liber;
- 1936 – locul patru la 4 × 200 m liber, la Olimpiada de la Berlin;
- 1938 – medalia de argint la 4 × 200 m liber, la campionatul european;
- 1941 – recordul mondial la 200 m bras;
- 1946 – recordul mondial la 3 × 100 m 3 stiluri.

## Posteritatea lui Alfred Nakache
Nakache este onorat pentru performanțele sale sportive și pentru forța morală cu care a rezistat încercărilor extreme prin care a trecut, depășindu-le.
Amintirea lui este păstrată în primul rând prin mai multe ștranduri și bazine de înot care îi poartă numele. Pe lângă clădirea bazinului de la Toulouse, devenit monument istoric, mai există asemenea construcții la Nancy, la Montpellier, în cartierul Belleville din Paris, la Béziers. În 2018, la Toulouse, numele lui a fost dat întregului complex nautic unde este bazinul care a purtat primul numele lui.
Din 1993, Nakache este membru al International Jewish Sports Hall of Fame⁠(d) din Netania, Israel, iar din 2019, este onorat de International Swimming Hall of Fame din Fort Lauderdale, Florida. În 1997, în onoarea lui, competiția Vittel-Cup de Natație a fost redenumită Cupa Nakache.
S-au realizat câteva filme documentare despre Alfred Nakache:
- 2001 – Alfred Nakache, le nageur d'Auschwitz (Alfred Nakache, înotătorul din Auschwitz)[36];
- 2016 – Champions de France – Alfred Nakache (în seria Champions de France)[37];
- 2017 – Nage libre (Înot liber)[38].

Personalitatea lui Nakache a inspirat și creații artistice:
- 2022 – romanul Le nageur d'Auschwitz, de Renaud Leblond[39];
- 2023 – biografia romanțată Le Nageur, de Pierre Assouline[40];
- 2024 – filmul de animație Papillon[41].